# Acid carboxilic

Structura generală a unui acid carboxilic, unde R este un rest organic iar cu albastru este semnalată grupa carboxil.

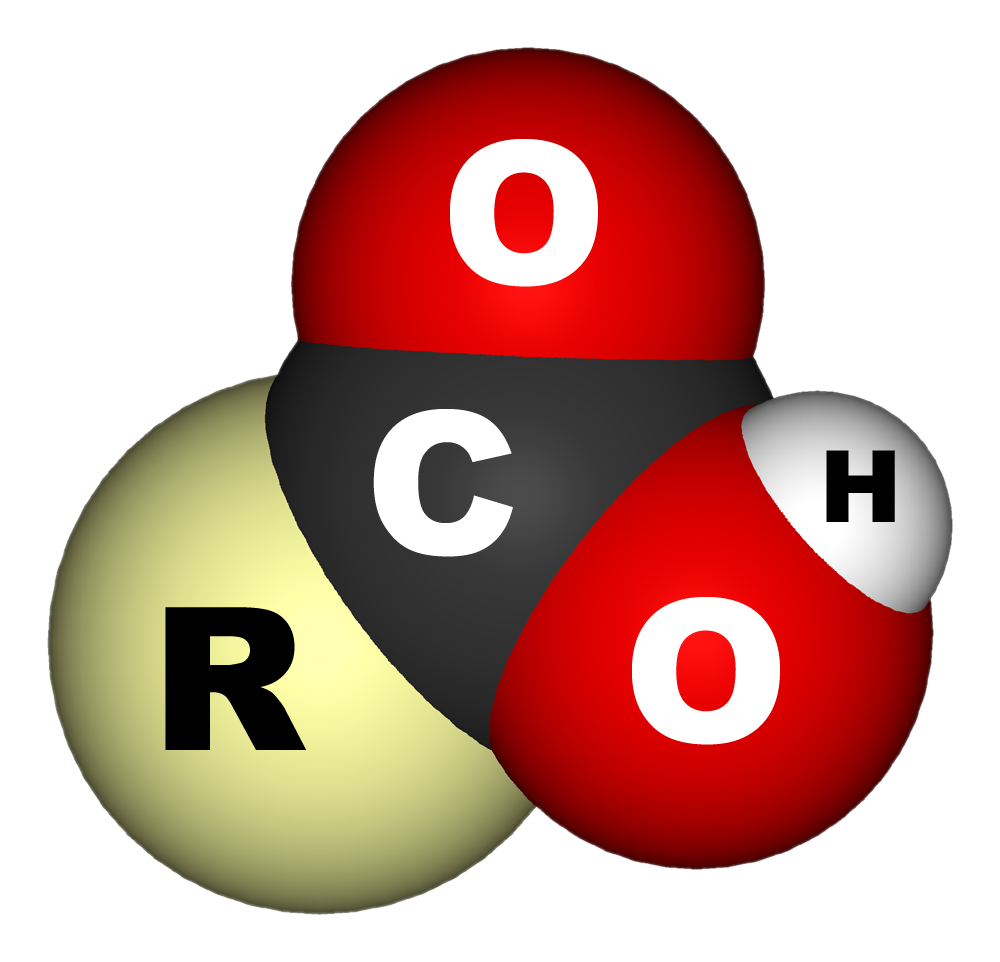
O imagine generată pe computer reprezentând o grupă carboxil. Grupa carboxil nu poate exista singură.

Acizii carboxilici sunt acizi organici care conțin în molecula lor o grupă funcțională carboxil , -C(=O)OH, formată dintr-o grupă carbonilică, -C(=O)-, și o grupă hidroxil, -OH, legată direct de atomul de carbon carbonilic. Se poate spune astfel că formula generală a unui acid carboxilic este R-COOH, R fiind un rest organic. Acizii carboxilici alcătuiesc o clasă variată și numeroasă de compuși organici, aceștia fiind larg răspândiți în natură, precum sunt acidul formic, acidul acetic, acizii grași, aminoacizii (glicină, alanină, etc), acizii dicarboxilici, etc.
Grupa carboxil conferă moleculelor proprietăți acide slabe, astfel că aceasta poate fi deprotonată cu obținerea anionului carboxilat, putând forma săruri sau carboxilați. Reacția chimică prin care se grefează o grupă carboxil în structura unei molecule se numește reacție de carboxilare, iar enzimele care catalizează aceste reacții se numesc carboxilaze (CE 6.4.1) și, respectiv, decarboxilaze (CE 4.1.1).
Lungimea legăturii duble C=O din grupa carboxil poate fi calculată prin spectroscopie.

## Nomenclatură
Denumirea IUPAC a acizilor carboxilici se face adăugând termenul acid în fața rădăcinii și prin adăugarea sufixului -oic. Un număr mare de acizi carboxilici prezintă denumiri comune, uzuale, triviale, acestea fiind asemănătoare ca structură cu denumirea sistematică (prezintă sufixul -ic). De exemplu, cel mai simplu acid carboxilic, H-COOH, este denumit comun acid formic și sistematic acid metanoic. În cazul unor compuși cu structură mai complexă care conțin grupe carboxilice, acestea sunt considerate ca fiind prioritare, iar catena ce conține grupa carboxil este cea principală. De exemplu, denumirea corectă pentru CH3-CH(Cl)-COOH este acid 2-cloropropanoic. Singurul caz în care grupa carboxil nu este prioritară este în cazul unui compus ionic, de exemplu corect este: clorură de carboxi-piridiniu.
Anionul carboxilat (R–COO− sau RCO2−) derivat de la un acid carboxilic este denumit de obicei cu sufixul -at, aceasta fiind nomenclatura uzuală pentru perechea acid-bază conjugată. De exemplu, baza conjugată a acidului acetic este ionul acetat.

### Denumirile unor acizi comuni
În următoarele tabele se regăsesc denumirile unor acizi carboxilici comuni, și se ține cont și de clasificarea acestora în funcție de anumite criterii (vezi și secțiunea Clasificare).
| Număr de atomi de carbon | Denumire uzuală  | Denumire IUPAC     | Formulă chimică | Note (surse uzuale)                                 |
| ------------------------ | ---------------- | ------------------ | --------------- | --------------------------------------------------- |
| 1                        | Acid carbonic    | Acid carbonic      | OHCOOH          | sisteme tampon sanguine și tisulare                 |
| 1                        | Acid formic      | Acid metanoic      | HCOOH           | înțepătura furnicilor                               |
| 2                        | Acid acetic      | Acid etanoic       | CH3COOH         | oțet                                                |
| 3                        | Acid propionic   | Acid propanoic     | CH3CH2COOH      | conservanți, miros corporal, lapte, unt, brânzeturi |
| 4                        | Acid butiric     | Acid butanoic      | CH3(CH2)2COOH   | unt                                                 |
| 5                        | Acid valerianic  | Acid pentanoic     | CH3(CH2)3COOH   | valeriană                                           |
| 6                        | Acid capronic    | Acid hexanoic      | CH3(CH2)4COOH   | grăsime de capră                                    |
| 7                        | Acid enantic     | Acid heptanoic     | CH3(CH2)5COOH   |                                                     |
| 8                        | Acid caprilic    | Acid octanoic      | CH3(CH2)6COOH   | nuci de cocos                                       |
| 9                        | Acid pelargonic  | Acid nonanoic      | CH3(CH2)7COOH   | specii de Pelargonium                               |
| 10                       | Acid caprinic    | Acid decanoic      | CH3(CH2)8COOH   | ulei de cocos                                       |
| 11                       | Acid undecilic   | Acid undecanoic    | CH3(CH2)9COOH   |                                                     |
| 12                       | Acid lauric      | Acid dodecanoic    | CH3(CH2)10COOH  | ulei de cocos, săpunuri                             |
| 14                       | Acid miristic    | Acid tetradecanoic | CH3(CH2)12COOH  | nucșoară                                            |
| 16                       | Acid palmitic    | Acid hexadecanoic  | CH3(CH2)14COOH  | ulei de palmier                                     |
| 17                       | Acid margaric    | Acid heptadecanoic | CH3(CH2)15COOH  |                                                     |
| 18                       | Acid stearic     | Acid octadecanoic  | CH3(CH2)16COOH  | ciocolată, ceruri, săpunuri, uleiuri                |
| 19                       | Acid nonadecilic | Acid nonadecanoic  | CH3(CH2)17COOH  | grăsimi, uleiuri vegetale, feromoni                 |
| 20                       | Acid arahidonic  | Acid eicosanoic    | CH3(CH2)18COOH  | ulei de arahide                                     |

| Tipul de acid                    | Reprezentanți |
| -------------------------------- | --- |
| Acizi monocarboxilici nesaturați | acid acrilic (acid 2-propenoic) – CH2=CHCOOH, utilizat în sinteza polimerilor; acid crotonic (acid trans-2-butenoic)                                                                                |
| Acizi grași                      | acizi cu catenă de mărime medie până la lungi, saturați și nesaturați, monocarboxilici, cu un număr par de atomi de carbon: acid docosahexaenoic și acid eicosapentaenoic (suplimente nutriționale) |
| Aminoacizi                       | acizi care conțin grupe amino, sunt unitățile structurale ale proteinelor: glicină, alanină, lizină, acid aspartic, etc                                                                             |
| Cetoacizi                        | acizi care conțin grupe ceto, cu importanță biochimică majoră: acid acetoacetic și acid piruvic |
| Acizi carboxilici aromatici      | acizi care conțin cel puțin un nucleu aromatic: acid benzoic, acid salicilic, acid ftalic |
| Acizi dicarboxilici              | acizi care conțin două grupe carboxil: acid oxalic și acid adipic |
| Acizi tricarboxilici             | acizi care conțin trei grupe carboxil: acid citric și acid izocitric |
| Alfa-hidroxiacizi                | acizi care conțin o grupă hidroxil în poziție alfa: acid gliceric, acid glicolic, acid lactic (acid 2-hidroxipropanoic) - din lapte acru, și acid tartric – din vin                                 |

## Clasificare
În primul rând, acizii carboxilici se pot clasifica după natura substituentului care se leagă de atomul de carbon din grupa carboxil în acizi alifatici și acizi aromatici. Acizii alifatici pot fi saturați (formic, acetic, propionic) sau nesaturați (acrilic, crotonic).

Acid formic sau acid metanoic
Acid acetic sau acid etanoic
Acid propionic sau acid propanoic
Acid acrilic sau acid propenoic
Acid crotonic sau acid trans-2-butenoic
Acid benzoic sau acid benzencarboxilic
Acid salicilic sau acid 2-hidroxibenzoic

De asemenea, acizii carboxilici se pot clasifica după numărul de grupe carboxilice care se regăsesc în molecula lor. Numărul grupelor se indică cu prefixe (mono, di, tri...) adăugate în fața termenului carboxilic. Astfel, acizii pot fi monocarboxilici, dicarboxilici, tricarboxilici.

Acid oxalic sau acid etandioic
Acid malonic sau acid propandioic
Acid adipic sau acid hexandioic
Acid maleic sau acid cis-2-butendioic
Acid fumaric sau acid trans-2-butendioic
Acid tereftalic
Acid citric

## Metode de obținere

### Metode oxidative
- Alcani

{\displaystyle R-CH_{3}+{\frac {3}{2}}O_{2}\longrightarrow R-COOH+H_{2}O}; la temperatură înaltă; alcanul este unul superior și astfel rezultă un acid gras.
- Alchene

Reacțiile au loc cu oxigen atomic, provenit din KMnO4 sau K2Cr2O7 în H2SO4.
{\displaystyle +5[O]\longrightarrow R-COOH+CO_{2}+H_{2}O};
{\displaystyle +3[O]\longrightarrow {\begin{matrix}R-&C=O\\\quad /&\\R&\end{matrix}}+R'-COOH};
{\displaystyle +4[O]\longrightarrow R-COOH+R'-COOH};
- Alchine (acetilenă)

{\displaystyle HC\equiv CH+4[O]\longrightarrow };
- Arene

Oxidarea la arene poate avea loc la catenă sau la nucleul benzenic.
{\displaystyle +{\frac {3}{2}}O_{2}\longrightarrow }{\displaystyle +H_{2}O\,};
{\displaystyle +{\frac {9}{2}}O_{2}\longrightarrow } {\displaystyle +2CO_{2}+H_{2}O\,}; în prezență de V2O5, la o temperatură de 500 °C; în acest caz, nucleul este distrus;
{\displaystyle +{\frac {9}{2}}O_{2}\longrightarrow }  {\displaystyle +2CO_{2}+H_{2}O\,}; în prezență de V2O5, la o temperatură de 350 °C.
- Alcooli

Acizii se obțin prin oxidarea energică a alcoolilor (KMnO4 în H2SO4)
{\displaystyle R-CH_{2}-OH+3[O]\longrightarrow R-COOH+H_{2}O};
{\displaystyle {\begin{matrix}R-&CH-OH\\\quad /&\\R'&\end{matrix}}+4[O]\longrightarrow R-COOH+R'-COOH+H_{2}O};
- Aldehide

{\displaystyle {\begin{matrix}R-&C&-H\\&||&\\&O&\end{matrix}}+[O]\longrightarrow R-COOH}
{\displaystyle {\begin{cases}{\begin{matrix}R-&C&-H\\&||&\\&O&\end{matrix}}+O_{2}\longrightarrow {\begin{matrix}R-&C&-O-O-H\\&||&\\&O&\end{matrix}}\\{\begin{matrix}R-&C&-O-O-H\\&||&\\&O&\end{matrix}}+{\begin{matrix}R-&C&-H\\&||&\\&O&\end{matrix}}\longrightarrow 2R-COOH\end{cases}}}
{\displaystyle 2\left[Ag\left(NH_{3}\right)_{2}\right]OH+{\begin{matrix}R-&C&-H\\&||&\\&O&\end{matrix}}\longrightarrow R-COOH+2Ag+4NH_{3}+H_{2}O}

### Metode hidrolitice

#### Hidroliza derivaților trihalogenați geminali
{\displaystyle R-X_{3}+2HOH\longrightarrow R-COOH+3HX};în prezență de NaOH;

#### Hidrolizaderivaților funcționaliai acizilor organici
- hidroliza esterilor:

{\displaystyle R-COOR+H_{2}O\longrightarrow R-COOH+R-OH};
- hidroliza nitrililor:

{\displaystyle R-C\equiv N+2H_{2}O\longrightarrow R-COOH+NH_{3}};
- hidroliza amidelor:

{\displaystyle R-CONH_{2}+H_{2}O\longrightarrow R-COOH+NH_{3}};
- hidroliza cu clorură acidă

{\displaystyle R-CO-Cl+H_{2}O\longrightarrow R-COOH+HCl}
- hidroliza cu anhidrida acidă

{\displaystyle (R-CO)_{2}O+H_{2}O\longrightarrow 2R-COOH}

## Proprietăți fizice
Acizii organici pot fi substanțe lichide sau solide, în funcție de masa lor moleculară. Cei inferiori sunt solubili în apă, iar cei superiori sunt solubili numai în solvenți organici.
Punctele lor de fierbere și de topire sunt anormal de ridicate, pentru că între moleculele de acid se formează legături de hidrogen, care sunt legături foarte puternice de atracție electrostatică.

## Proprietăți chimice
- Datorită unor deplasari ale electronilor din moleculă gruparea carbonil din gruparea carboxil este blocată de un orbital molecular extins și nu poate da reacții de adiție. De exemplu nu adiționează H, deci nu se reduce.

### Reacții comune cu acizii anorganici
`{\displaystyle {\begin{matrix}R-&C&-O^{\delta -}\leftarrow H^{\delta +}\\&||&\\&O&\end{matrix}}\longrightarrow {\begin{matrix}R-&C&-O^{-}\\&||&\\&O&\end{matrix}}\ +\ H^{+}}, ceea ce arată caracterul acid.

#### Aciditatea
{\displaystyle {\begin{matrix}R-&C&-O^{\delta -}\leftarrow H^{\delta +}\\&||&\\&O&\end{matrix}}\ +\ H-OH\longrightarrow {\begin{matrix}R-&C&-O^{-}\\&||&\\&O&\end{matrix}}\ +\ H_{3}O^{+}}; au rezultat un ion carboxilat și un ion hidroniu;
Tăria acizilor carboxilici variază, în sensul că tăria înseamnă capacitatea (sau ușurința) de a ceda protoni:
- odată cu creșterea numărului de atomi de carbon scade aciditatea;
- odată cu creșterea numărului de grupe carboxil crește aciditatea;
- odată cu creșterea gradului de ramificație a catenei acidului scade aciditatea;

{\displaystyle R-C\equiv C-H<R-OH<HOH<Ar-OH<H_{2}CO_{3}<R-COOH} ; în acest sens crește aciditatea.

#### Reacția cu metale active
{\displaystyle {\begin{matrix}R-&C&-OH\\&||&\\&O&\end{matrix}}+Na\longrightarrow {\begin{matrix}R-&C&-O^{-}Na^{+}\\&||&\\&O&\end{matrix}}\ +1/2H_{2}};
{\displaystyle 2\ {\begin{matrix}R-&C&-OH\\&||&\\&O&\end{matrix}}+Mg\longrightarrow \left({\begin{matrix}R-&C&-O^{-}\\&||&\\&O&\end{matrix}}\right)_{2}Mg^{+}2+H_{2}};

#### Reacția cu oxizii metalici
{\displaystyle 2\ {\begin{matrix}R-&C&-OH\\&||&\\&O&\end{matrix}}+K_{2}O\longrightarrow 2\ {\begin{matrix}R-&C&-O^{-}K^{+}\\&||&\\&O&\end{matrix}}\ +H_{2}O};
{\displaystyle 2\ {\begin{matrix}R-&C&-OH\\&||&\\&O&\end{matrix}}+CaO\longrightarrow \left({\begin{matrix}R-&C&-O^{-}\\&||&\\&O&\end{matrix}}\right)_{2}Ca^{+}2+H_{2}O};

#### Reacția cu bazele
{\displaystyle {\begin{matrix}R-&C&-OH\\&||&\\&O&\end{matrix}}+NaOH\longrightarrow \ {\begin{matrix}R-&C&-O^{-}Na^{+}\\&||&\\&O&\end{matrix}}\ +H_{2}O};
{\displaystyle 2\ {\begin{matrix}R-&C&-OH\\&||&\\&O&\end{matrix}}+Mg\left(OH\right)_{2}\longrightarrow \left({\begin{matrix}R-&C&-O^{-}\\&||&\\&O&\end{matrix}}\right)_{2}Mg^{+}2+2\ H_{2}O};

#### Reacția cu săruri ale acizilor mai slabi ca ei
{\displaystyle NaHCO_{3}+R-COOH\longrightarrow H_{2}CO_{3}+R-COO^{-}Na^{+}} ; cu o sare de Na a acidului carbonic;
{\displaystyle NaCN+R-COOH\longrightarrow HCN+R-COO^{-}Na^{+}} ; cu o sare de Na a acidului cianhidric;
{\displaystyle Ar-O^{-}Na^{+}+R-COOH\longrightarrow R-COO^{-}Na^{+}+Ar-OH} ; cu o sare de Na a unui fenol;

### Reacții caracteristice
În urma acestor reacții rezultă, cel mai frecvent, derivați funcționali ai acizilor organici.

#### Reacția cu alcooli
Aceasta se mai numește și reacție de esterificare.
{\displaystyle R-COOH+R'-OH\Longleftrightarrow R-COOR'+H_{2}O} , la 100 °C și în prezență de H2SO4, obținându-se ester și apă;
{\displaystyle CH_{3}-COOH+CH_{3}-CH_{2}-OH\Longleftrightarrow CH_{3}-COO-CH_{2}-CH_{3}+H_{2}O}, astfel, din acid acetic și etanol se obțin acetatul de etil și apă;

#### Reacția cu amoniac
În primul pas al acestei reacții, se adiționează la acid o moleculă de amoniac.
{\displaystyle R-COOH+NH_{3}\longrightarrow R-COO^{-}N^{+}H_{4}} ;
Produsul de reacție de mai sus este descompus termic mai departe, având acum două posibilități.
- descompunerea termică simplă, când se obține o amidă și apă:

{\displaystyle R-COO^{-}N^{+}H_{4}\longrightarrow R-CONH_{2}+H_{2}O};
- descompunerea termică în prezență de P2O5, când se obține un nitril și apă:

{\displaystyle R-COO^{-}N^{+}H_{4}\longrightarrow R-C\equiv N+2H_{2}O} ;
{\displaystyle CH_{3}-CH_{2}-COOH+NH_{3}\longrightarrow CH_{3}-CH_{2}-COO^{-}N^{+}H_{4}}
{\displaystyle CH_{3}-CH_{2}-COO^{-}N^{+}H_{4}\longrightarrow {\begin{cases}CH_{3}-CH_{2}-CONH_{2}+H_{2}O,&\mathrm {la\ descompunere\ termica\ simpla} \\CH_{3}-CH_{2}-C\equiv N+2H_{2}O,&\mathrm {la\ descompunere\ termica\ in\ prezenta\ de\ P_{2}O_{5}} \end{cases}}}

## Derivați funcționali
Derivații funcționali ai acizilor rezultă prin eliminarea unei molecule de apă dintre un H ionizabil (care apare ca proton) și o grupă -OH în cadrul aceleeași molecule sau dintre molecule diferite.
Cei mai importanți derivați sunt:
- esterii - {\displaystyle {\begin{matrix}R-&C&-O-R'\\&||&\\&O&\end{matrix}}}
- clorurile acide - {\displaystyle {\begin{matrix}R-&C&-Cl\\&||&\\&O&\end{matrix}}}
- amidele - {\displaystyle {\begin{matrix}R-&C&-NH_{2}\\&||&\\&O&\end{matrix}}}
- nitrilii - {\displaystyle R-C\equiv N}
- anhidridele acide -